# Pontes e Lacerda
Pontes e Lacerda es un municipio brasileño del estado de Mato Grosso, puerta de la Amazonía del Brasil, su distancia hasta Cuiabá capital del estado es de 450 km. Su población es de 43.538 personas en 2016.

## Datos
Zona km²: 8.423 km²
Lenguaje: portugués
Alcalde: Alcino Barcelos (2017-2020)

## Ubicación
Puentes y Lacerda se sitúa en la Mesorregión del Sudoeste Mato-Grossense Y Microrregión del Alto Guaporé
- Datos: Q2011952
- Multimedia: Pontes e Lacerda / Q2011952